# Сантур

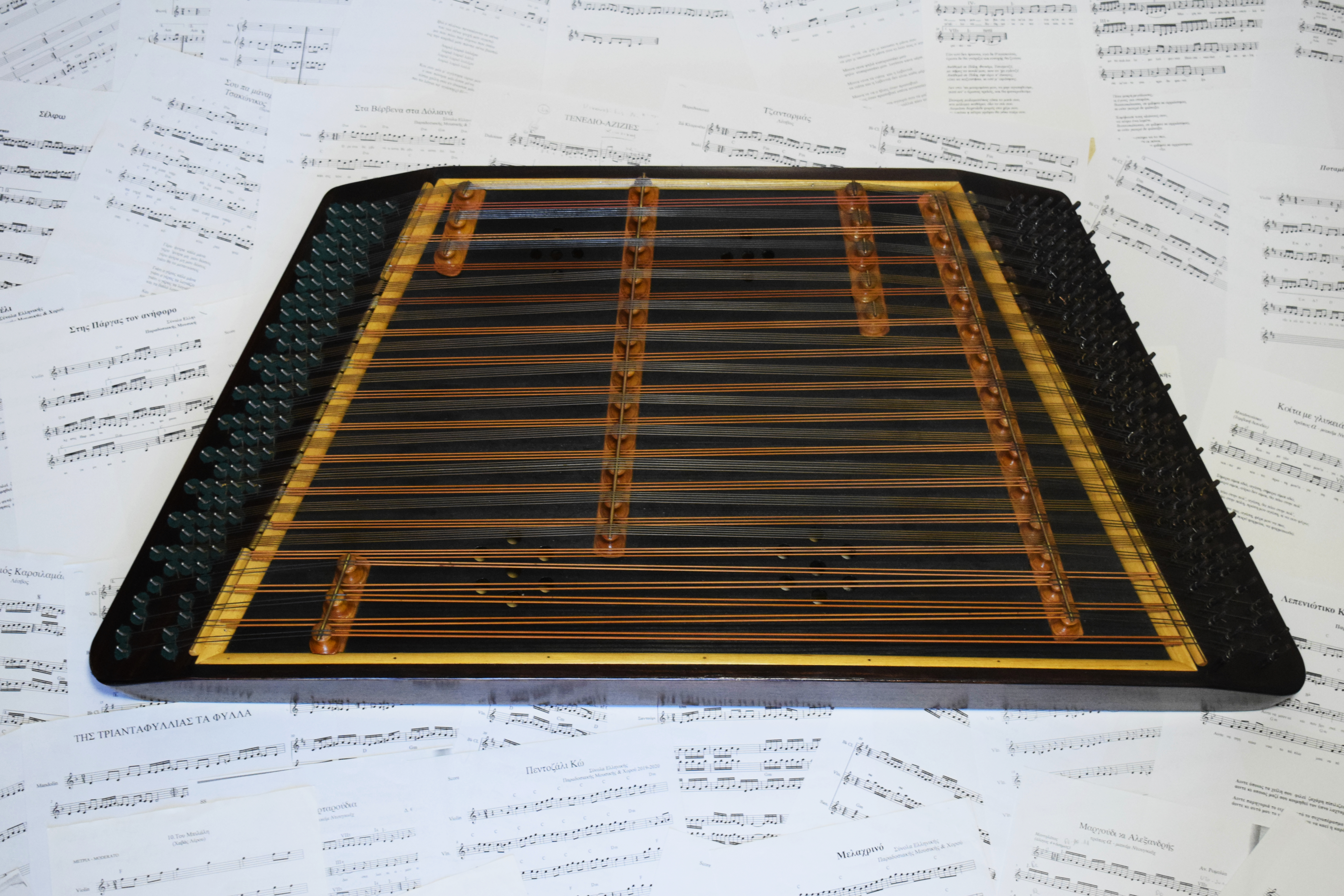

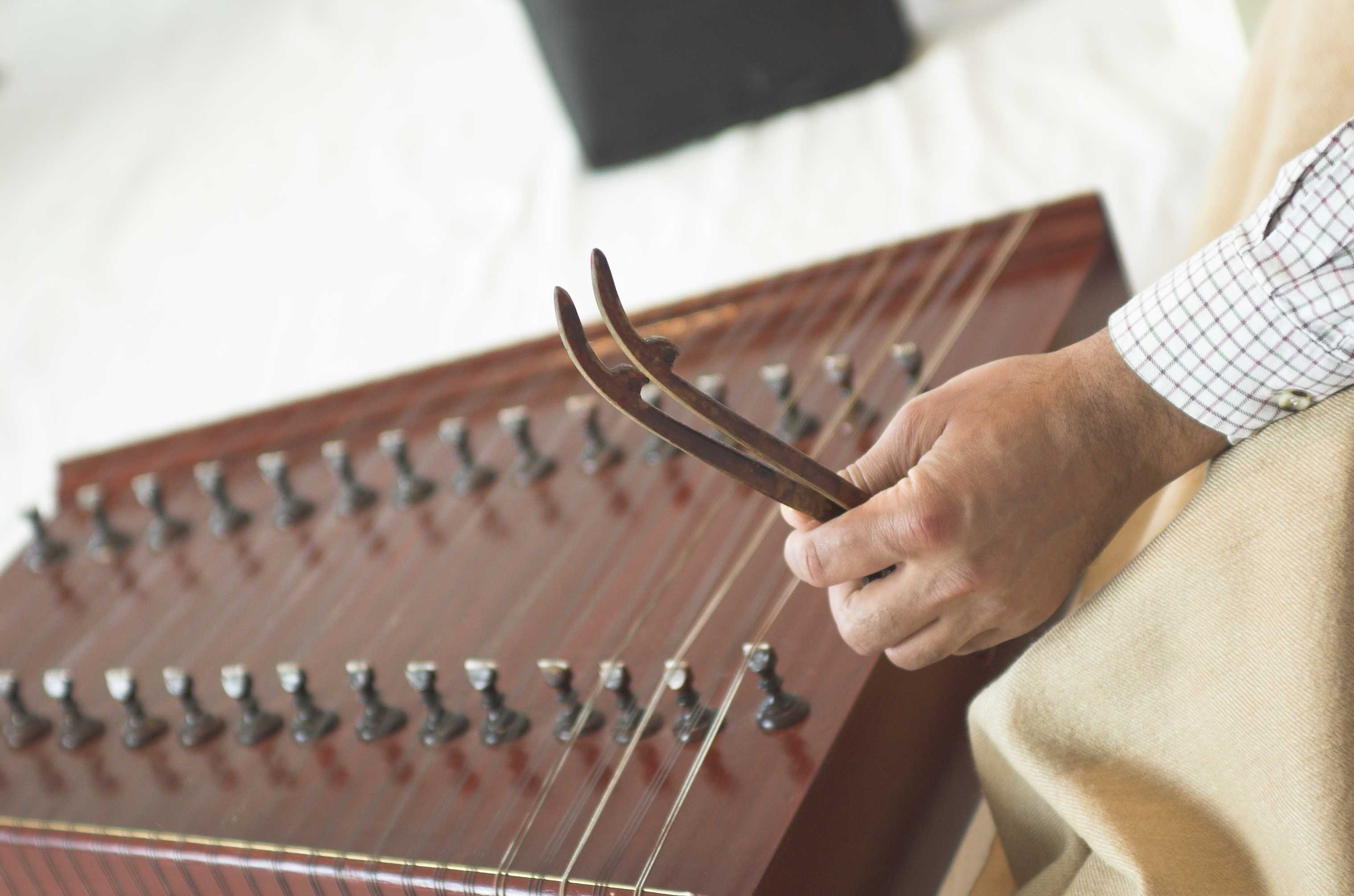

Сантур (перс.سنتور) — іранський музичний інструмент, роду цимбал. Має форму трапеції, зазвичай зроблений з волоського горіха або різновидів екзотичної деревини. Класичний іранський сантур має 72 струни, по чотири на кожній з 18 підставок.

## Опис
Типовий іранський сантур має два ряди підставок й охоплює приблизно три октави. Струни правого ряду зроблені з латуні або міді, лівого — зі сталі. Два ряди з дев'яти підставок, що називаються «харак», поділяють сантур на три частини за висотою октави. Кожна підставка перетинається чотирма струнами, що тягнуться горизонтально уздовж всього інструменту. На сантурі грають за допомогою «мезрабів» — овальних молоточків, що їх тримають між великим, вказівним та середнім пальцями.

## Походження
Назва інструмента походить від грец. Σαντούρι. Створення сантура пов'язано з ім'ям єврейського пророка та царя Давида, який за легендою винайшов цілу низку музичних інструментів.
Турецький музикознавець Рауф Екта Бей пише про сантур:
```
"Цей музичний інструмент дуже давній, він згадується ще в 
Торі
 під назвою "псантерин". 

Слово "сантур" являє собою іншу фонетичну форму цієї назви"
```

## Різновиди

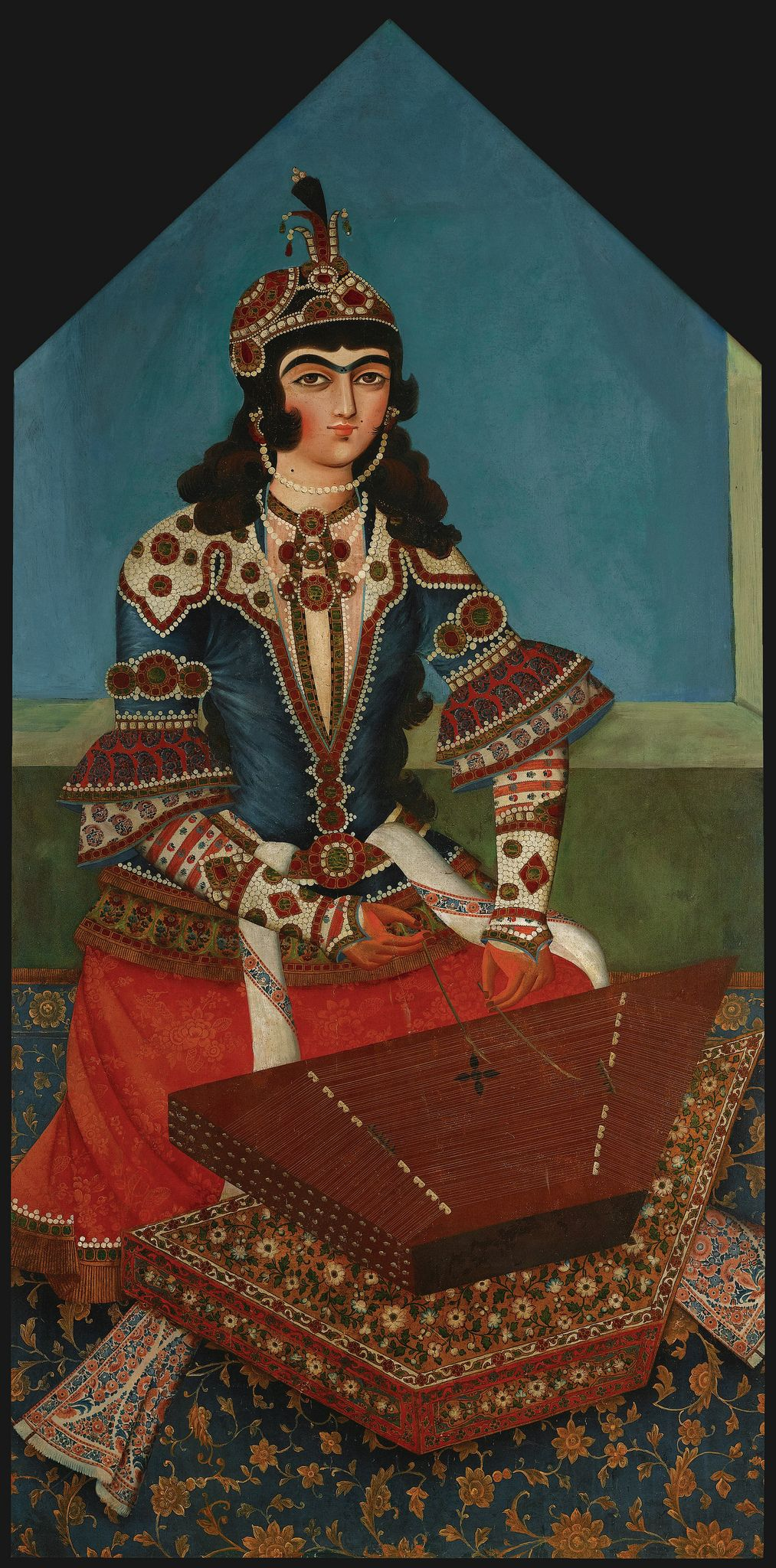
Мініатюра 1830 року жінки, що грає на сантурі.

Музичні інструменти, відповідні сантуру та цимбалам, широко відомі по всьому світі. Різновиди сантура маємо в музичних культурах Індії, Афганістану, Пакистану, Вірменії, Туреччини, Іраку, Китаю, Греції. Індійський сантур ширший за іранський, він прямокутний і має більше струн; молоточками індійського сантура інакше користуються. Від іранського сантура пішли китайський янцинь та грецький сантурі. Східноєвропейська версія сантура називається цимбали і часто використовується у циганській музиці.